# Ananel
Ananel (ook wel Hananel of Hananiël) was hogepriester in de Joodse tempel in Jeruzalem van 37 v.Chr. tot 35 v.Chr. en opnieuw vanaf 34 v.Chr.. Hij was de eerste hogepriester die benoemd werd door Herodes de Grote en verkreeg het ambt kort nadat Herodes koning was geworden over het Joodse land.
Hij stamde uit een gewone priesterfamilie uit de Joodse gemeenschap in Babylon. In de ogen van veel Joden lag het niet voor de hand dat Ananel hogepriester zou worden, omdat hij geen banden had met de belangrijkste Joodse families in Jeruzalem. Voor Herodes was dit echter juist de reden Ananel te benoemen, omdat hij vreesde dat een hogepriester uit de Joodse aristocratie zich weleens tegen hem zou kunnen keren en zo zijn nog instabiele koningschap in gevaar zou brengen.
In de ruim honderd jaar voordat Ananel hogepriester werd, was het ambt bekleed door koningen uit de dynastie van de Hasmoneeën. De laatste hogepriester uit dit geslacht was Hyrcanus II. Vooral Hyrcanus' dochter Alexandra, die vanwege Herodes' huwelijk met haar dochter Mariamne ook Herodes' schoonmoeder was, ervoer Ananels benoeming als een belediging. Zij vond dat haar zoon Aristobulus III het hogepriesterschap had moeten krijgen. Via Cleopatra VII en Marcus Antonius oefende zij een zodanige druk uit op Herodes, dat deze in 35 v.Chr. Ananel uit zijn ambt onthief en Aristobulus in zijn plaats benoemde.
Aristobulus' hogepriesterschap duurde niet lang - nog datzelfde jaar werd hij op last van Herodes vermoord. Daarop gaf Herodes Ananel het hogepriesterschap terug. Het is niet geheel duidelijk hoelang deze tweede periode waarin Ananel hogepriester was precies heeft geduurd. In elk geval moet er vóór 23 v.Chr. een einde aan zijn gekomen, omdat in dat jaar aan het hogepriesterschap van Ananels opvolger Jezus ben Phiabi een einde kwam.